# ستيف نورتن
ستيف نورتن (بالإنجليزية: Steve Norton)‏ هو لاعب دوري الرغبي أسترالي، ولد في القرن العشرين.